# خوليو سيزار غرين
خوليو سيزار غرين (بالإنجليزية: Julio César Green)‏ (19 مايو 1967 في جمهورية الدومينيكان - ) هو ملاكم دومينيكي، صنّف ضمن فئة الوزن المتوسط.

## روابط خارجية
- خوليو سيزار غرين على موقع بوكس ريك (الإنجليزية) (registration required)